# Leonel Muñoz Bracho
Leonel Muñoz Bracho (San Rafael del Mojan, Estado Zulia, Venezuela, 26 de noviembre de 1965) es un escultor y artista plástico venezolano de origen añú.

## Vida
Sus inclinaciones al arte de esculpir y crear fueron parte de su infancia, al demostrar desde muy temprana edad su habilidad como artista en el arte de retratar y hacer piezas con materiales como la arcilla. Sus estudios en educación primaria comenzaron en la escuela Los Mayales del municipio Mara. En 1988 se gradúa como bachiller en ciencias en la U.E.N Creación el Moján.
A los 18 años este se traslada a la ciudad de Maracaibo con el fin de iniciar sus estudios en la Escuela Superior de Artes Visuales Neptalí Rincón, en donde comienza su vida pública como artista al participar en el VIII Salón de Arte Nacional de Mérida, en donde fueron expuestos sus trabajos artísticos que resultaron de su participación en el taller libre de cerámica en 1988. Para el año 1991 se desempeñó como empleado público de la Secretaría de Cultura del Estado Zulia, como jefe de la unidad de restauración y conservación de la Dirección de Patrimonio del Estado Zulia. 
En 1994 junto a otros artistas indígenas de la región zuliana y artistas indígenas del departamento de la Guajira colombiana, se crea la fundación para el desarrollo de las Artes Indígenas (Fundain) con sede provisional en el Bulevar de Santa Lucía en la Ciudad de Maracaibo, institución que presidio como primer presidente y miembro fundador.
Para 1995 se realizó la primera exposición colectiva organizada por Fundain denominada «Exposición Voz Indígena del Caribe». Al mismo tiempo curso estudios en arte en la Universidad Católica Cecilio Acosta, el cual abandono posteriormente. El 23 de julio del mismo año 1995 mientras se trasladaba hacia Calabozo, estado Guárico, junto a una delegación de artistas del Zulia para develar el busto del General Rafael Urdaneta, obra de su creación que pretendía donar al poblado de Calabozo durante su participación junto a otros artistas zulianos, sufre un accidente, dejándolo discapacitado al ser amputado de una pierna.
Luego de recuperarse se reincorpora a la Secretaría de Cultura del Estado Zulia como profesor de la cátedra de escultura en la Escuela Superior de Arte Neptalí Rincón. Del cual posteriormente renuncia. Tal situación representó que se dedicara exclusivamente a su trabajo, logrando levantar su propio taller personal.
Su primera obra de arte monumental luego del accidente fue denominada EPIUJASHI KA´IT KA´I u Oscurecimiento Total del Sol el cual le fue solicitado por la Secretaría de Cultura del Estado Zulia como forma de marcar un hito en la historia regional zuliana como testigo de uno de los eventos naturales más notorios de la fecha como lo fue el eclipse solar del 26 de febrero de 1998, que tuvo como zona privilegiada para su observación la parte norte de Maracaibo y toda la sabana de la baja Guajira como Sinamaica que se ubicó en la franja de totalidad del eclipse. Asimismo diferentes obras emblemáticas ubicadas en varias partes de Venezuela.
El segundo de 14 hermanos, sus Padres Candido Muñoz y Trina Bracho sus hermanos: Silvino, Wilmer, Argenis, Olida, Norelis, Leonardo, Leónidas, Candido, Omaira, Juan, Angel, Joel y Yudys

## Actualidad
Actualmente vive en la ciudad de Maracaibo en el sector de Santa Rosa de Tierra, parroquia Coquivacoa al norte de la ciudad. En diciembre de 2024 fue internado por problemas de salud en el hospital Universitario de Maracaibo.

## Obras
- 1993 - Plazoleta “San Benito Bendito”, (1.5 m de altura), Plaza en Isla de Toas, Mcpio. Padilla, Estado Zulia.
- 1993 - Faraones, (7 m de altura), fachada y dos faraones de 2.5 m de altura de la Discoteca El Faraón, Maracaibo, Edo. Zulia.
- 1997 - Cristo Negro de Gibraltar, Emergente (2 metros de alto), Ubicación: Salón Restaurante La Churuata, Av. 72 Maracaibo.
- 1998 - Epiujashi Kait Kait (Oscurecimiento total del sol, en Wayuu) Plaza (7 m de altura), en Homenaje al Eclipse total del Sol del año 1998. Ubicada en el Peaje “Guajira” Municipio; Santa Cruz de Mara, Estado Zulia.
- 2001 - Solidaridad. Escultura monumental de 10 m. De altura que será colocada en el Hospital Madre María Rafols, Maracaibo, Estado Zulia.
- 2001 -  Calabozo & Calabozo, Villa de Todos los Santos, Plaza de 7 m de altura ubicada en la entrada y homenaje a la Fundación de la Ciudad de Calabozo, Estado Guárico,
- 2004 - Cacique Nigale, Abajo cadenas, (1 Metro de altura), Salón del Comando Regional n.º 3, de la Guardia Nacional del estado Zulia.
- 2004 - Arcángel de la Luz, Mausoleo en Honor al Guardia caído en el deber del cumplimiento, plazoleta Patio de Honor del Comando Regional de la Guardia Nacional del estado Zulia.
- 2004 - India Zulia, Guerrera y Mártir Barí del Catatumbo, (1.2 m de altura), Sala Habitacional del Gral. (GN) Castor Pérez Leal, Urb. Los Olivos. Maracaibo.
- 2005 - Fénix del Carrubio, (3 m de altura) monumento central del Salón Carrubio de la Escuela de Formación de Oficiales de la Guardia Nacional (EFOFAC), Caracas.
- 2005 - Teixeira & Conceiçâo, Plazoleta Jardines del Museo familia Teixeira & Conceiçâo, ubicado en Teixeira España.
- 2007 - Urdaneta Emergente, Presto Estoy, Plazoleta de 5 m de altura,  ubicado en la entrada al Complejo Termoeléctrico Gral. Rafael Urdaneta, Mcpio La Cañada,  Edo Zulia.
- 2007 - Nuestra Señora del Pilar, (2.5 m de altura), Plazoleta central del Colegio El Pilar, Maracaibo, estado Zulia.
- 2007 -  Fénix del Carrubio I, monumento central (2 m de altura) del salón Tcnel. (GN) Oscar Tamayo Suárez del Comando Regional de la Guardia Nacional n.º 6 de San Fernando del Estado Apure, Venezuela
- 2008 - Fénix del Carrubio I, (serie 01/12) monumento central (2 m de altura) de la Plazoleta del Comando Regional n.º 5 de la Guardia Nacional, Bajada de Tazón, Caracas.
- 2009 - Fénix del Carrubio I, (serie 02/12) monumento (2 m de altura) ubicado en los Jardines de la Comandancia General de la Guardia Nacional, Sector el Paraíso, Caracas.
- 2009 - Plazoleta Estación Chinita, Virgen de Chiquinquirá, monumento ubicado frente a la sedes y primera estación del Metro de Maracaibo, Estado Zulia.
- 2024 - Estatua en honor al Dr. Oscar Belloso Medina engalana plazoleta de URBE.[7]